# Адаменко Катерина Захарівна
Катери́на Заха́рівна Ада́менко (7 листопада 1918 [за іншими даними — 13 квітня 1918 , с. Небрат, Українська Держава — 21 травня 2012, Київ, Україна) — українська спортсменка і тренер, заслужений майстер спорту СРСР (з 1950 року), неодноразова чемпіонка СРСР і України з п'ятиборства, стрибків у довжину і бігу на 80 і 100 метрів з бар'єрами. Мати Олега Блохіна.

## Біографія
Народилася 7 листопада (або 13 квітня) 1918 року в селі Небраті часу Української Держави гетьмана Павла Скоропадського (тепер Бородянського району Київської області).
У 13 років переїхала до Києва. У 1932–1935 роках навчалась в школі фабрично-заводського учнівства при київській фабриці імені М. Горького. У 1935–1936 роках працювала на цій фабриці. У 1938–1941 роках — тренер ДСО «Швейники».
У 1936 році брала участь у загальноміському легкоатлетичному кросі за маршрутом Бессарабка — «Червоний стадіон» (нині — НСК «Олімпійський») і несподівано для всіх виграла пробіг. Талановиту спортсменку-любительку негайно запросили до збірної Києва з легкої атлетики. Чемпіонка СРСР (1940), в 1936–1952 роках — рекордсменка, член збірних команд УРСР і СРСР (п'ятиборство, стрибки в довжину, біг на 80 і 100 метрів з бар'єрами). За роки виступів за збірні Києва та республіки встановила 87 рекордів УРСР.
Перед німецько-радянською війною вийшла заміж. Народила сина Миколу. З початком війни її з малим сином евакуювали у російську глибинку, куди прийшла похоронка на першого чоловіка Адаменка. У середині 1940-х познайомилася зі своїм другим чоловіком — офіцером МВС Володимиром Івановичем Блохіним. У 1950 році вдруге вийшла заміж. В 1952 році у них народився син Олег. Материнство не завадило їй увійти до складу олімпійської збірної СРСР на літніх Олімпійських іграх у Гельсінкі.
У 1944–1958 роках — викладач, старший викладач Київського університету. У 1958 році закінчила Київський інститут фізичної культури. З 1958 року — на кафедрі фізичного виховання Київського інженерно-будівельного інституту, де пропрацювала понад 50 років. Підготувала 6 майстрів спорту та 38 кандидатів у майстри спорту. Три скликання була депутатом Солом'янської районної ради.

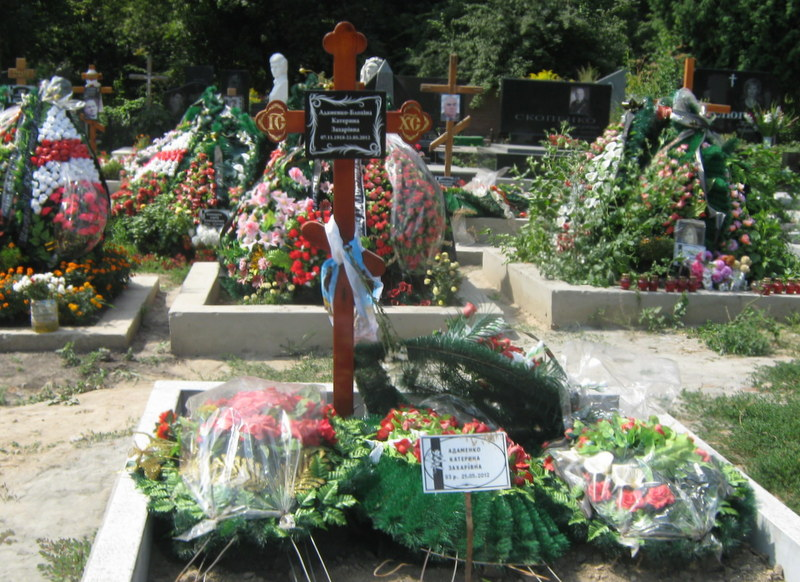
Могила Катерини Адаменко

Померла 21 травня 2012 року у віці 93 років у Києві. Була похована 23 травня на Байковому кладовищі (ділянка № 33).